# Nicola Francesco Cimmino
Nicola Francesco Cimmino (Grumo Nevano, 1908 – Roma, 1994) è stato un critico letterario italiano.

## Biografia
Figlio di Luigi e di Maria Cristiano, frequentò, come studente liceale e come istitutore, il convitto nazionale Maria Luigia di Parma, laureandosi, nel 1932, presso la Facoltà di scienze politiche dell'Università di Perugia.
Intraprese, quindi, la carriera dell'insegnamento e si trasferì a Roma, divenendo, nel 1937, titolare di cattedra per la storia e la filosofia nei licei. Nel luglio 1939 fu nominato commissario ministeriale con funzioni di preside presso le Scuole medie israelitiche, istituite dalla locale comunità ebraica dopo la proclamazione delle leggi razziali. Richiamato alle armi, ai primi di luglio del 1943, combatté in Francia come tenente di artiglieria. Nel dopoguerra riprese l'insegnamento presso i licei fino al 1963, quando conseguì la libera docenza in Storia della letteratura italiana moderna e contemporanea, insegnando prima a Napoli e poi a Perugia.
I suoi interessi scientifici si rivolsero prevalentemente alla produzione teatrale tra XVI e XVIII secolo, allo studio dell'opera di Ippolito Pindemonte, ma soprattutto spaziarono nel Novecento, con particolare riferimento alla figura di Gabriele D'Annunzio, da lui studiato anche sulla base di documentazione inedita conservata al Vittoriale degli Italiani (nel 1959 vinse la prima edizione del Premio d'Annunzio).
Contestualmente alla docenza condusse intensa attività di critico, pubblicista e intellettuale militante, nel solco della cultura di destra, orientato a stabilire un fecondo colloquio tra tradizione e modernità, nodo centrale di tutta la sua produzione. Dal 1948 fu successivamente critico letterario dei quotidiani romani Italia nuova, Momento-sera, Il Giornale d'Italia; dal 1948 al 1953 condirettore del mensile Idea, dal 1953 fondatore e direttore del bimestrale Dialoghi, dal 1961 direttore del mensile bibliografico L'Italia che scrive.
Nel 1961, insieme con Ernesto De Marzio, ideò e diresse, fino al 1964, l'associazione culturale "Centro di vita italiana" che condusse un'intensa attività pubblicistica e organizzò, tra l'altro, i due "Incontri romani della cultura" (1962 e 1963) cui parteciparono anche John Dos Passos, Michel Déon, Gabriel Marcel, Diego Fabbri, Vincenzo Fasolo e Vintilă Horia.

## Opere principali
- Nicola Francesco Cimmino, Nota sulla letteratura italiana nel 1950, Firenze, Sansoni, 1951.
- Nicola Francesco Cimmino, Poesia e poetica in Gabriele D'Annunzio : Problemi di critica dannunziana, Firenze, Centro internazionale del libro, 1959.
- Nicola Francesco Cimmino, Saggi critici e scritti d'occasione : I serie, Napoli, D. Conte, 1959.
- Nicola Francesco Cimmino, Scritti d'occasione : II serie, Roma, Edizioni di Dialoghi, 1962.
- AA. VV., Gabriele D'Annunzio nel primo centenario della nascita : conferenze e scritti di Roma, Roma, Centro di vita italiana, 1963.
- Nicola Francesco Cimmino, Il mondo e l'arte di Federigo Tozzi, Roma, Giovanni Volpe, 1966.
- Nicola Francesco Cimmino, Lettura di Moravia, Roma, Giovanni Volpe, 1966.
- Nicola Francesco Cimmino, Quattro saggi, Napoli, D. Conte, 1968.
- Nicola Francesco Cimmino, Ippolito Pindemonte e il suo tempo, 2 voll., Roma, Abete, 1968.
- Nicola Francesco Cimmino, Il teatro di Domenico Lazzarini, Roma, Abete, 1970.
- Nicola Francesco Cimmino, Letteratura del Novecento : dalle lezioni di storia della letteratura italiana moderna e contemporanea tenute dal prof. N. F. Cimmino, Roma, ELIA, 1973.
- Nicola Francesco Cimmino, Introduzione alla letteratura del Novecento, Roma, ELIA, 1978.
- Nicola Francesco Cimmino, La favola pastorale, Firenze, Nardini, 1980.